# 阿德希尔·扎赫迪
阿德希尔·扎赫迪，GCVO（波斯語：‎；1928年10月16日—2021年11月18日），伊朗政治家、外交官，曾任伊朗外交部長、伊朗驻美国大使、驻英国大使。父亲是伊朗国王穆罕默德-礼萨·巴列维的首相法兹卢拉·扎赫迪。